# Ibrahim Abbud
Al-Ferik Ibrahim Abbud (àrab: إبراهيم عبود, Ibrāhīm ʿAbbūd) (26 d'octubre de 1900 - 8 de setembre de 1983) fou un militar comandant de l'exèrcit (1956-1958) i després president sudanès (1958-1964).
Nascut a Mohammed-Gol, prop de Suakin a la costa de la mar Roja. Va estudiar enginyeria al Gordon Memorial College i al Col·legi militar de Khartum i va rebre destí a l'exèrcit egipci el 1918 sent transferit a la Força de Defensa del Sudan (Sudan Defence Force SDF) el 1925 quan fou creada de manera separada de l'exèrcit egipci. A la II Guerra Mundial va servir a Eritrea i Etiòpia dins de la SDF i al nord d'Àfrica amb els britànics. Va ascendir a la SDF i el 1949 fou nomenat general a les SDF i el 1954 segon comandant en cap. Després de la independència l'1 de gener de 1956 va ser nomenat comandant en cap. El 17 de novembre de 1958 va encapçalar el cop d'estat que va posar fi al règim civil d'Abdullah Khalil de Front Independentista (FI) liderat per l'Umma. Des del 18 de novembre va actuar com a president i primer ministre.
Entre 1956 i 1958, líders nacionalistes sudanesos des dels dos partits principals procuraren trobar solucions als problemes pel que sembla intractables de construir una nació, desenvolupar l'economia i crear una constitució permanent. Ni Ismail al-Azhari, líder del partit Nacional Unionista i el primer primer ministre del Sudan, ni el seu rival, Abdullah Khalil, cap d'una coalició que tenia el suport de l'Umma i que havia succeït al-Azhari el juliol de 1956 com a primer ministre, foren capaç de vèncer les debilitats del sistema polític o lluitar amb els problemes del país. El govern parlamentari va quedar desacreditat. Abbud, que anteriorment havia restat distant de manera estudiada de la política, encapçalava un cop d'estat el 17 de novembre de 1958, per acabar, en les seves paraules, "l'estat de degeneració, caos, i inestabilitat del país."

## Cap del Govern Militar
Al principi Abbud i el seu Consell Suprem de Dotze que governava, tenien el suport tàcit dels polítics sudanesos i de la gent. El país estava cansat de les intrigues dels polítics i es preparava per permetre als militars inaugurar una administració eficient i incorruptible. Hi havia oposició només dins dels militars durant els primers pocs mesos del govern militar. Això era el resultat de desacords entre els caps militars d'alt rang i els oficials més joves. En un any molts oficials més joves, i fins i tot cadets, aconseguien desafiar a Abboud. Tots ells foren reprimits amb rapidesa.

## El règim d'Abboud
Abbud va encarar ràpidament els problemes del Sudan. La constitució provisional va quedar suspesa i tots els partits polítics foren dissolts. El preu de cotó sudanès fou rebaixat, i l'excedent de la collita de 1958 i la collita de 1959 foren venuts, alleujant la crisi financera. S'arribava a un acord amb Egipte pel que fa a la divisió de les aigües del Nil, i encara que el Sudan no va rebre una compensació tan gran com alguns sudanesos consideraven justa, Egipte reconeixia la independència del Sudan, i els conflictes de frontera cessaven. Finalment, el 1961, fou llençat un pla de desenvolupament ambiciós de 10 anys, dissenyava per acabar amb la dependència del Sudan de les exportacions de cotó i les importacions de productes estrangers.
Encara que Abbud resolia problemes econòmics importants i millorava les relacions exteriors, no va intentar aprofitar-se dels seus èxits per forjar un moviment polític fora de l'exèrcit. La seva independència política el permetia actuar decisivament, però les seves accions sovint li alienaven grans segments de la població, que el seu govern en el fons necessitava per romandre al poder sense recórrer a la força. Procurava satisfer demandes de la població per a la major participació en el govern instituint un sistema de govern representatiu local i l'erecció d'un consell central... en una piràmide amb els consells locals com a base". La creació de tals consells clarament canviava les relacions de poder, augmentat el de les àrees rurals, el conservadorisme de les quals contrarestaria queixes dels crítics urbans més liberals que es veien cada vegada més frustrades per una administració cada cop més arbitrària.

## Problema del sud
Malgrat les seves debilitats, el govern d'Abbud podria haver durat més temps si no hagués estat pel "problema del sud". Abbud era personalment popular o, com a mínim, respectat. Se'l va convidar fins i tot a la Casa Blanca el 1961, on el President John F. Kennedy va lloar el Sudan per haver posat un bon exemple per viure en pau amb els seus veïns.
Al Sudan del sud no àrab, no musulmà, tanmateix, el govern arbitrari militar produïa una reacció més negativa que al nord. Així, el programa vigorós del govern d'arabització i islamització, al sud provocaven vagues a les escoles i oberta rebel·lió al camp. L'oposició al govern fou reprimida per la força, i molts sudistes fugiren com a refugiats als països veïns. El 1963 el conflicte s'havia intensificat cap a una guerra civil en la qual les tropes del nord tenien les ciutats mentre les guerrilles del sud rondaven pel camp. Finalment, l'agost de 1964, en un intent desesperat de trobar una solució a la campanya al sud, Abbud establia una comissió de 25 homes per estudiar el problema i fer recomanacions per la seva solució. Quan la comissió va demanar el debat públic sobre la "qüestió del sud", els estudiants de la Universitat de Khartum iniciaren una sèrie de debats que aviat es convertiren en un fòrum per a criticar obertament tots els aspectes de l'administració. El govern va prohibir aquests debats, precipitant les manifestacions d'estudiants en les quals un estudiant va resultar mort. La situació es va deteriorar ràpidament, i al cap de dos dies el servei civil i els treballadors de transport feien vaga. Van seguir manifestacions a les províncies. Abans que suprimir l'oposició per la força armada i fer una carnisseria, Abbud dissolia el seu govern el 26 d'octubre de 1964, i cridava a la formació d'un gabinet provisional civil de transició per reemplaçar el Consell Suprem, gabinet al que va entregar el poder el 30 d'octubre, restant però encara com a president. Fou forçat a dimitir el 15 de novembre, i fou jubilat de l'exèrcit. Així ca acabar la primera dictadura militar del Sudan.
Abbud va viure a la Gran Bretanya durant uns quants anys, però va morir a Khartum el 8 de setembre, de 1983, a l'edat de 82.